# Prémio Dexter
O Prémio Dexter foi um galardão atribuído pela American Chemical Society desde 1956 até 2001.
Este prémio patrocinado de 1956 a 1999 pela Dexter Chemical Corporation e posteriormente pela Mildred and Sidney Edelstein Foundation, foi criado com a finalidade de premiar o estudo da história da química.
O Prêmio Dexter foi originalmente criado por Sidney Milton Edelstein, um dos fundadores da Dexter Chemical Corporation, com o objetivo de reconhecer uma "carreira excepcional de contribuições para a história da química". Como Prêmio Dexter, foi patrocinado pela Dexter Corporation, exceto em seus dois últimos anos, quando passou a ser patrocinado pela Fundação Mildred e Sidney Edelstein.
O prêmio foi brevemente conhecido como Prêmio Sidney M. Edelstein de 2002 a 2009, mas continuou sendo concedido pela American Chemical Society (ACS). Assim, o Prêmio Sidney M. Edelstein deve ser distinguido do Prêmio Sidney Edelstein (1968–presente), que tem sido concedido continuamente desde 1968 pela Society for the History of Technology para reconhecer "um livro acadêmico excepcional na história da tecnologia.

## Laureados[1]
- 1956 - Ralph E. Oesper
- 1957 - Williams Haynes
- 1958 - Eva Armstrong
- 1959 - John Read
- 1960 - Denis Duveen
- 1961 - James R. Partington
- 1962 - Henry M. Leicester
- 1963 - Douglas McKie
- 1964 - Eduard Farber
- 1965 - Martin Levey
- 1966 - Earle R. Caley
- 1967 - Mary Elvira Weeks
- 1968 - Aaron J. Ihde
- 1969 - Walter Pagel
- 1970 - Ferenc Szabadváry
- 1971 - Wyndham D. Miles
- 1972 - Henry Guerlac
- 1973 - Bernard Jaffe
- 1974 - Não atribuído
- 1975 - Jan W. van Spronsen
- 1976 - Trevor I. Williams
- 1977 - Modesto Bargallo
- 1978 - George Kauffman
- 1979 - Joseph Needham
- 1980 - Maurice Daumas
- 1981 - Cyril Stanley Smith
- 1982 - John H. Wotiz
- 1983 - Arnold Thackray
- 1984 - Maurice Crosland
- 1985 - Robert Multhauf
- 1986 - Robert G. W. Anderson
- 1987 - Allen Debus
- 1988 - Lutz F. Haber
- 1989 - D. Stanley Tarbell
- 1990 - Colin A. Russell
- 1991 - Owen Hannaway
- 1992 - John T. Stock
- 1993 - Joseph S. Fruton
- 1994 - Frederic L. Holmes
- 1995 - William H. Brock
- 1996 - Keith J. Laidler
- 1997 - Bernadette Bensaude-Vincent
- 1998 - Seymour H. Mauskopf
- 1999 - Mary Jo Nye
- 2000 - Alan J. Rocke
- 2001 - William A. Smeaton